# Igreja de Santo Agostinho (Goa)
A Igreja de Santo Agostinho, também conhecida como Convento e Igreja de Nossa Senhora da Graça, é uma antiga estrutura em ruínas localizada em Goa Velha, Goa, na Índia. A sua construção foi concluída em 1602, e faz parte do conjunto arquitetónico de Igrejas e Conventos de Goa, declarado Património Mundial da Humanidade pela Organização das Nações Unidas para a Educação, a Ciência e a Cultura (UNESCO).

## História

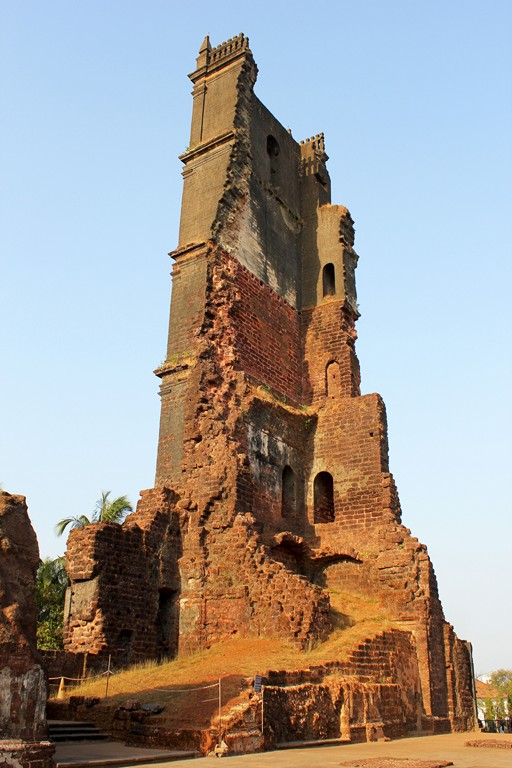
As ruínas da única torre remanescente.

A igreja foi construída no topo do Monte Santo entre 1597 e 1602 pelos frades agostinhos que haviam aterrado em Goa em 1587. A igreja era considerada uma das três grandes igrejas agostinianas no mundo ibérico, ao lado do Mosteiro do Escorial e da Igreja de São Vicente de Fora.
A igreja foi abandonada em 1835, após o governo português expulsar muitas ordens religiosas em Goa sob as suas novas políticas. Tal ato, resultou no colapso da abóbada da igreja em 1842. Logo, o corpo da igreja ruiu e em 1871, o sino foi transferido da torre para a Igreja de Nossa Senhora da Conceição em Pangim, onde permanece até a atualidade. Em 1931, a fachada da igreja e grande parte da torre desmoronaram e em 1938, a maioria das outras partes também desabaram. Atualmente, apenas uma parte da torre remanesce, sendo um dos destinos turísticos mais visitados de Goa. As ruínas foram destacadas na canção "Gumnaam Hai Koi" do filme indiano Gumnaam, realizado por Raja Nawathe em 1965.

## Estrutura
A igreja possuía quatro torres, e apenas uma remanesce. A torre remanescente é uma estrutura de quatro andares, construída com laterita e tem 46 metros de altura. As escavações mostram que o complexo possuía oito capelas, quatro altares e um convento.

## Relíquias de Santa Catarina

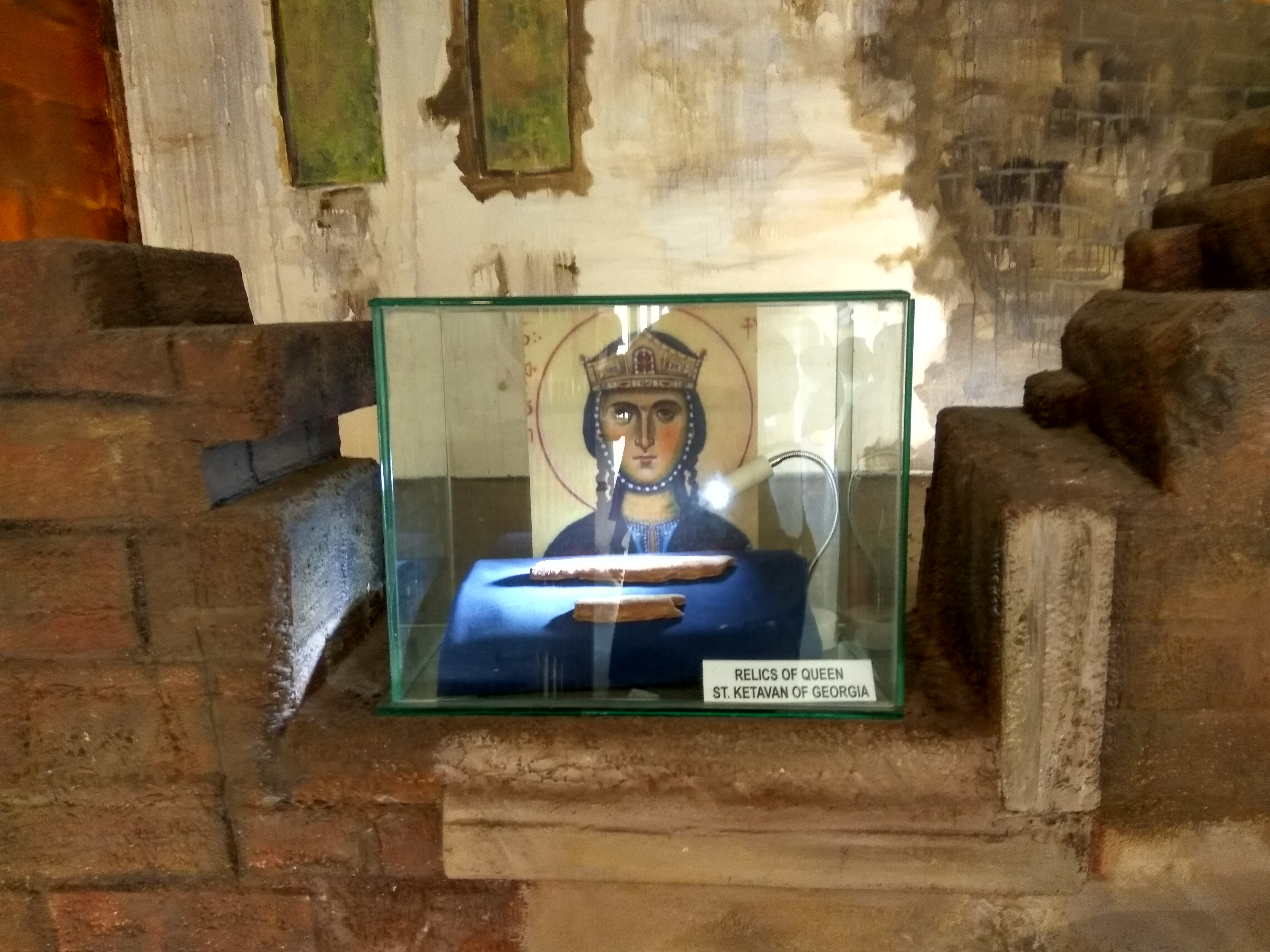
As relíquias expostas num museu próximo.

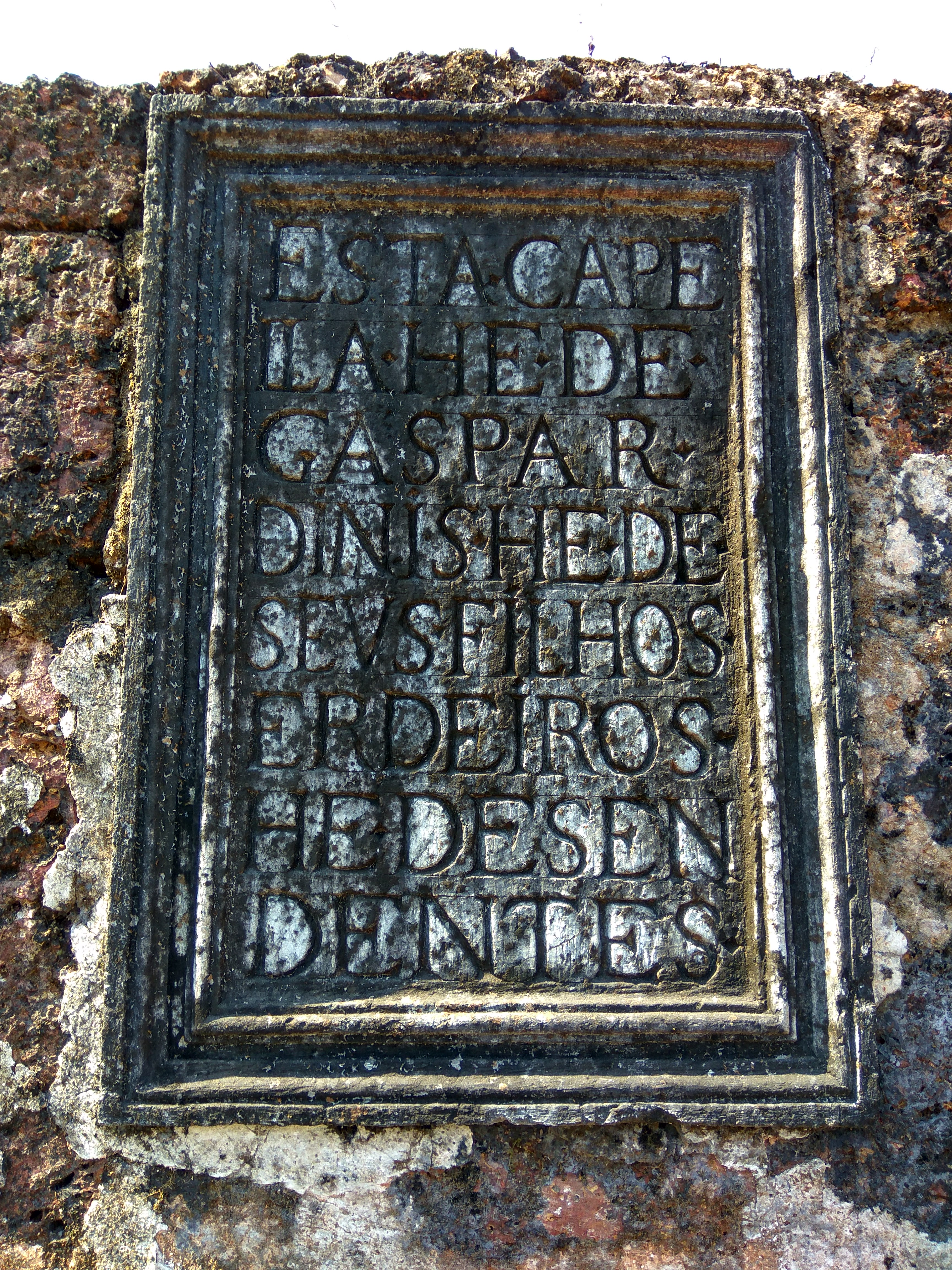
A inscrição nas ruínas.

No final da década de 1980, os arqueólogos da União Soviética e da Geórgia trabalharam em conjunto para encontrar os vestígios e as relíquias de Catarina (Ketevan), a Mártir, uma rainha georgiana que se entregou como refém ao xá Abas I e foi martirizada a 13 de setembro de 1624, por se recusar a negar a sua fé. Acreditava-se que as relíquias se encontravam em Goa. As escavações na igreja foram realizadas por uma equipa georgiana, e posteriormente pelo Serviço Arqueológico da Índia de forma independente. As missões procuravam por uma caixa preta que supostamente guardava os ossos da santa, com base nas informações coletadas pelo professor António da Silva Rego em 1958, a partir dos documentos históricos portugueses sobre as suas missões no Oriente.
Um projeto de escavação realizado pelo Serviço Arqueológico da Índia em 2005, forneceu os fragmentos ósseos. As amostras foram testadas no Centro de Biologia Celular e Molecular para realizar os estudos de ADN. Os estudos reveleram a presença do haplogrupo U1b de ADN mitocondrial humano nos ossos, que não existe na Índia, revelando que pertencia a uma mulher. Com base nestes resultados e no material histórico disponível, concluiu-se que os ossos pertenciam provavelmente à rainha georgiana.
Um jogo de tabuleiro multimédia sobre o projeto de escavação, intitulado The Travelling Hand foi produzido pelo realizador Gayatri Kodikal. O Festival Ketevan das Músicas Sacras do Mundo é realizado no complexo da igreja desde 2016.